# Феликс фон Залм-Залм
Феликс Константин Александер Йохан Непомук фон Залм-Залм (на немски: Felix Constantin Alexander Johann Nepomuk Prinz zu Salm-Salm; * 25 декември 1828, замък Анхолт при Иселбург, Княжество Залм; † 18 август 1870, лазарет „Ст. Приват“ при Гравлот, Франция) е принц от Залм-Залм, генерал в САЩ и Мексико. Доверено лице е на мексиканския император Максимилиан I.

## Биография

### Произход
Той третият син на 4. княз Флорентин фон Залм-Залм (1786 – 1846) и Фламиния Роси (1795 – 1840), дъщеря на корсиканския благородник Николо ди Роси († 1802) и Анджела Мария Бачоки/Бачиокки (1758 – 1819), племенница на княз Феличе Бачоки (1762 – 1841), който е женен за Елиза Бонапарт, сестра на Наполеон. По-големите му братя са 5. княз Алфред Константин (1814 – 1886) и принц Емил (1820 – 1858). Феликс е „черната овца“ на фамилията, не се разбира с брат си Алфред.

### Военна кариера
От 1846 г. Феликс е на пруска служба като лейтенант. Той участва през 1849 г. във войната срещу Дания. През 1854 г. той е в австрийската войска, от 1856 г. е лейтенант и напуска през 1858 г. като главен-лейтенант.
Феликс имигрира в САЩ през 1861 г. Влиза като полковник във войската и участва в Американската гражданска война (1861 – 1865). Там се запознава с бъдещата му съпруга Агнес Леклерк (1844 – 1912). През 1865 г. той става военен губернатор на окръг Атланта.
След края на войната Феликс отива през 1866 г. в Мексико. Император Максимилиан I от Мексико (1832 – 1867) го прави генерал и адютант на императорската къща. През 1867 г. заедно с императора е осъден на смърт. Съпругата му помага да го освободят през декември 1867 г. Той описва събитията в дневник.
Феликс се връща в Европа и отново започва пруска служба. На 10 декември 1868 г. става майор.

### Смърт
Феликс фон Залм-Залм умира на 41 години на 18 август 1870 г. в лазарета в „Ст. Приват“ по време на битката при Гравлот, Франция, заедно с Флорентин фон Залм-Залм (1852 – 1870), синът на брат му Емил фон Залм-Залм. Съпругата му Агнес, която е медицинска сестра в лазарета там, и брат му Алфред, го закарват в Анхолт, където е погребан в княжеската гробница-капела.
Карл Май пише за Феликс и съпругата му в романа си „Waldröschen/Die Rächerjagd rund um die Erde“.

## Фамилия
Феликс фон Залм-Залм се жени на 34 години на 30 август 1862 г. в „Св. Патрик“ във Вашингтон, САЩ, за 22-годишната Агнес Елизабет Винона Леклерк Жой (* 25 декември 1840, Свантон, САЩ; † 20 декември 1912, Карлсруе/Хереналб), братовчедка на американския президент Линкълн и дъщеря на американския генерал Вилиам Леклерк Жой (1793 – 1866). Тя го придружава в походите му. Те нямат деца.
Агнес Леклерк Жой се омъжва втори път през 1876 г. в Щутгарт за английски благордник, но след 20 години се развежда.

- Агнес принцеса цу Залм-Залм
- Феликс фон Залм-Залм в Америка

## Произведения
- „Querétaro. Blätter aus meinem Tagebuch in Mexico“, von Felix Prinz zu Salm-Salm, General, erstem Flügel-Adjutanten und Chef des Hauses Sr. Hochseligen Majestät des Kaisers Maximilian von Mexiko. Nebst einem Auszuge aus dem Tagebuche der Prinzessin Agnes zu Salm-Salm. In zwei Bänden, Verlag A. Kröner, Stuttgart 1868
- . Queretaro: Blätter aus meinem Tagebuch in Mexico. Т. 1.   Kröner, 1868.
- . Queretaro: Blätter aus meinem Tagebuch in Mexico. Т. 2.   Kröner, 1868.
- My Diary in Mexico in 1867, including the Last Days of the Emperor Maximillian. Т. 1.   London, Richard Bently, 1868. (translated into English)
- . My Diary in Mexico in 1867, including the Last Days of the Emperor Maximillian. Т. 2.   London, Richard Bently, 1868. (translated into English)